# Arenas de Iguña
Arenas de Iguña ist eine Gemeinde im Zentrum der spanischen Autonomen Region Kantabrien. Arenas de Iguña war historisch gesehen der wichtigste Handelsweg zwischen der kantabrischen Region und der kastilischen Hochebene. Die kantabrischen Festungen zeigen die jahrhundertelange Präsenz in diesen Gebieten, deren Hauptwirtschaftsaktivität sich auf den primären Sektor in Kombination mit dem sekundären Sektor der nahe gelegenen Industriegemeinden konzentriert.

## Orte
- Arenas de Iguña (Hauptsitz)
- Bostronizo
- Cohiño
- Las Fraguas
- Los Llares
- Palacio
- Pedredo
- San Cristóbal
- San Juan de Raicedo
- San Vicente de León
- Santa Águeda
- La Serna

## Bevölkerungsentwicklung
| 1842 | 1900 | 1950 | 1981 | 1991 | 2001 | 2011 |
| ---- | ---- | ---- | ---- | ---- | ---- | ---- |
| 1594 | 2444 | 2884 | 2603 | 2292 | 1961 | 1796 |